# 可消化養分総量
可消化養分総量（かしょうかようぶんそうりょう; Total Digestible Nutrients; TDN）は、飼料の栄養価の指標となるもので、畜産学等において飼料中の可消化養分（消化、吸収される養分）の単位当たりのエネルギー量から求められる。
可消化養分総量は代謝エネルギー（ME）にほぼ匹敵するものとして用いられている。
中央畜産会が出版している日本飼養標準（乳牛、肉用牛、豚、家禽、飼料成分表）では主にこの可消化養分総量によって家畜への飼料給与量が設定されている。
TDN(kg)= 可消化粗タンパク質 (kg) + 2.25 × 可消化粗脂肪 (kg) + 可消化粗繊維 (kg) + 可消化可溶性無窒素物 (kg)
TDN 1 kg = 4.41 Mcal DE
DE:可消化エネルギー
飼料の栄養価を表す際には飼料中のTDN含量 (%)で表され、単位飼料中のTDN量から求められる。
＊粗脂肪のエネルギー量は、粗タンパク質、粗繊維、無窒素物の2.25倍とみなし、可消化粗脂肪のみに2.25を乗じる。
それぞれの栄養素1 g当たりの熱量は、粗タンパク質、粗脂肪、粗繊維、可溶性無窒素物で、5.72, 9.5, 4.79, 4.03 kcalである。そのため、可消化粗タンパク質のエネルギーを過小評価していることになるが、吸収されたタンパク質の一部分は、肝臓で尿素に変換されたのちに尿として排出される。そのため、タンパク質エネルギーの過小評価と尿としての損失でバランスがとられている。

近年では、可消化養分総量に代わって可消化エネルギー（DE）や代謝エネルギー（ME）が用いられてきている。